# Wu Yize
Wu Yize (chiń. 吴宜泽, ur. 14 października 2003 w Lanzhou) – chiński zawodowy snookerzysta. W maju 2022 roku został ogłoszony „Debiutantem Roku” World Snooker Tour.

## Kariera
Wu Yize wygrał Mistrzostwa Świata IBSF U-21 w 2018 roku; mając zaledwie czternaście lat, pokonał w finale Pongsakorna Chongjairaka z Tajlandii wynikiem 6–4.
Otrzymał dziką kartę na International Championship 2019 w Daqing, gdzie przegrał 5–6 z Johnem Higginsem. Zakwalifikował się do ostatniej 32 finału Mistrzostw Świata na Sześciu Czerwonych w Bangkoku w 2019. Ponownie zmierzył się z Higginsem, tym razem przegrywając 4–6. Podczas turnieju World Open 2019 w Yushan zmierzył się z Lucą Brecelem, przegrywając 2–5, ale osiągając breaki 85 i 130.
W wyniku swoich występów w CBSA China Tour 2021 Wu otrzymał prawo gry w głównym tourze na sezony snookerowe 2021/22 i 2022/23. W maju 2022 roku, pod koniec swojego debiutanckiego sezonu, otrzymał nagrodę World Snooker Tour dla „Debiutanta roku” po trzech występach w ostatniej 32 w turniejach rankingowych.
Podczas turnieju European Masters w sierpniu 2022 roku pokonał Lucę Brecela, Rory’ego McLeoda i Ryana Daya w drodze do ćwierćfinału, który zakończył się zwycięstwem Alego Cartera. Potem nastąpił stosunkowo spokojny sezon, ale podczas kwalifikacji do Mistrzostw Świata w Snookerze 2023 Wu pokonał Allana Taylora i rodaka Tiana Pengfeia, a następnie zmierzył się z mistrzem Shoot Out 2023, Chrisem Wakelinem. Odrobił straty 1–5 i 4–7 i pokonał Wakelina 10–8 w ostatniej rundzie kwalifikacyjnej, dzięki czemu po raz pierwszy dotarł do etapu telewizyjnego, który odbył się w Crucible Theatre w Sheffield. W październiku 2023 roku dotarł do półfinału Wuhan Open 2023.
18 czerwca 2024 r. wygrał swoją grupę każdy z każdym w Championship League w Leicesterze. Dotarł do 1/32 finału turnieju Saudi Arabia Snooker Masters 2024, gdzie przegrał z Juddem Trumpem w decydującej partii, mimo prowadzenia 4-0. We wrześniu 2024 podczas turnieju English Open w Brentwood dotarł do swojego pierwszego finału rankingowego, pokonując Judda Trumpa, Stuarta Binghama i Alego Cartera. W finale zmierzył się z Neilem Robertsonem i odrobił stratę 7-1, zmniejszając ją do 8-7, by ostatecznie przegrać 9-7. W kolejnym miesiącu dotarł do 1/8 finału Wuhan Open.

## Występy w turniejach w karierze
| Ranking                      |               | [ i ]         | [ i ]         |               | 69            | 49            | 39            | 20            |               |               |               |               |               |
| Turnieje rankingowe          |               |               |               |               |               |               |               |               |               |               |               |               |               |
| Championship League          | nierankingowy | nierankingowy | nierankingowy | A             | RR            | RR            | 2R            | 2R            |               |               |               |               |               |
| Saudi Arabia Snooker Masters | nie rozegrano | nie rozegrano | nie rozegrano | nie rozegrano | nie rozegrano | nie rozegrano | 5R            | 5R            |               |               |               |               |               |
| Wuhan Open                   | nie rozegrano | nie rozegrano | nie rozegrano | nie rozegrano | nie rozegrano | SF            | 3R            | LQ            |               |               |               |               |               |
| English Open                 | A             | A             | A             | 1R            | 2R            | 1R            | F             |               |               |               |               |               |               |
| British Open                 | nie rozegrano | nie rozegrano | nie rozegrano | 2R            | LQ            | 1R            | 1R            |               |               |               |               |               |               |
| Xi'an Grand Prix             | nie rozegrano | nie rozegrano | nie rozegrano | nie rozegrano | nie rozegrano | nie rozegrano | LQ            |               |               |               |               |               |               |
| Northern Ireland Open        | A             | A             | A             | LQ            | LQ            | LQ            | 1R            |               |               |               |               |               |               |
| International Championship   | A             | A             | LQ            | nie rozegrano | nie rozegrano | LQ            | 2R            |               |               |               |               |               |               |
| UK Championship              | A             | A             | A             | 3R            | LQ            | LQ            | 2R            |               |               |               |               |               |               |
| Shoot Out                    | A             | A             | A             | A             | 1R            | 1R            | SF            |               |               |               |               |               |               |
| Scottish Open                | A             | A             | A             | 1R            | LQ            | LQ            | F             |               |               |               |               |               |               |
| German Masters               | A             | A             | A             | LQ            | LQ            | LQ            | QF            |               |               |               |               |               |               |
| World Grand Prix             | DNQ           | DNQ           | DNQ           | DNQ           | DNQ           | 1R            | 2R            |               |               |               |               |               |               |
| Players Championship         | DNQ           | DNQ           | DNQ           | DNQ           | DNQ           | DNQ           | 1R            |               |               |               |               |               |               |
| Welsh Open                   | A             | A             | A             | LQ            | 1R            | 1R            | 2R            |               |               |               |               |               |               |
| World Open                   | A             | A             | LQ            | nie rozegrano | nie rozegrano | 2R            | 2R            |               |               |               |               |               |               |
| Tour Championship            | NH            | DNQ           | DNQ           | DNQ           | DNQ           | DNQ           | 1R            |               |               |               |               |               |               |
| World Championship           | A             | A             | LQ            | LQ            | 1R            | LQ            |               |               |               |               |               |               |               |
| Turnieje nierankingowe       |               |               |               |               |               |               |               |               |               |               |               |               |               |
| Shanghai Masters             | R             | A             | 1R            | nie rozegrano | nie rozegrano | A             | A             | 1R            |               |               |               |               |               |
| Dawne turneje rankingowe     |               |               |               |               |               |               |               |               |               |               |               |               |               |
| China Open                   | A             | LQ            | nie rozegrano | nie rozegrano | nie rozegrano | nie rozegrano | nie rozegrano | nie rozegrano | nie rozegrano | nie rozegrano | nie rozegrano | nie rozegrano |               |
| China Championship           | A             | A             | LQ            | nie rozegrano | nie rozegrano | nie rozegrano | nie rozegrano | nie rozegrano | nie rozegrano | nie rozegrano | nie rozegrano | nie rozegrano | nie rozegrano |
| Turkish Masters              | nie rozegrano | nie rozegrano | nie rozegrano | 2R            | nie rozegrano | nie rozegrano | nie rozegrano | nie rozegrano |               |               |               |               |               |
| Gibraltar Open               | A             | A             | A             | WD            | nie rozegrano | nie rozegrano | nie rozegrano | nie rozegrano |               |               |               |               |               |
| WST Classic                  | nie rozegrano | nie rozegrano | nie rozegrano | nie rozegrano | 2R            | nie rozegrano | nie rozegrano | nie rozegrano |               |               |               |               |               |
| European Masters             | A             | A             | A             | 2R            | QF            | 2R            | nie rozegrano | nie rozegrano |               |               |               |               |               |
| Dawne turnieje nierankingowe |               |               |               |               |               |               |               |               |               |               |               |               |               |
| Six-red World Championship   | A             | A             | 2R            | NH            | LQ            | nie rozegrano | nie rozegrano | nie rozegrano |               |               |               |               |               |
| Haining Open                 | 3R            | 1R            | 2R            | A             | NH            | A             | nie rozegrano | nie rozegrano |               |               |               |               |               |

| Legenda tabeli wyników              | Legenda tabeli wyników       | Legenda tabeli wyników                     | Legenda tabeli wyników                                                              | Legenda tabeli wyników                     | Legenda tabeli wyników                     |
| ----------------------------------- | ---------------------------- | ------------------------------------------ | ----------------------------------------------------------------------------------- | ------------------------------------------ | ------------------------------------------ |
| LQ                                  | odpadnięcie w kwalifikacjach | #R                                         | odpadnięcie we wczesnej fazie turnieju (WR = runda dzikich kart, RR = faza grupowa) | QF                                         | przegrana w ćwierćfinale                   |
| SF                                  | przegrana w półfinale        | F                                          | przegrana w finale                                                                  | W                                          | zwycięstwo                                 |
| DNQ                                 | nie zakwalifikował/a się     | A                                          | nie brał/a udziału                                                                  | WD                                         | zrezygnował/a w trakcie turnieju           |
| Legenda oznaczeń w tabelach wyników |                              |                                            |                                                                                     |                                            |                                            |
| NH / Nie roz.                       | NH / Nie roz.                | Turniej nie odbył się.                     | Turniej nie odbył się.                                                              | Turniej nie odbył się.                     | Turniej nie odbył się.                     |
| NR / Nie-rank.                      | NR / Nie-rank.               | Turniej nie był zaliczany jako rankingowy. | Turniej nie był zaliczany jako rankingowy.                                          | Turniej nie był zaliczany jako rankingowy. | Turniej nie był zaliczany jako rankingowy. |
| R / Rank.                           | R / Rank.                    | Turniej był zaliczany jako rankingowy.     | Turniej był zaliczany jako rankingowy.                                              | Turniej był zaliczany jako rankingowy.     | Turniej był zaliczany jako rankingowy.     |
| MR / Minor-Rank.                    | MR / Minor-Rank.             | Turniej był zaliczany jako minor ranking.  | Turniej był zaliczany jako minor ranking.                                           | Turniej był zaliczany jako minor ranking.  | Turniej był zaliczany jako minor ranking.  |

1. 1 2  Był amatorem

## Finały w karierze

### Finały rankingowe 2 (0-2)
| Rezultat  |    | Rok  | Turniej       | Przeciwnik     | Wynik |
| --------- | -- | ---- | ------------- | -------------- | ----- |
| Finalista | 1. | 2024 | English Open  | Neil Robertson | 7–9   |
| Finalista | 2. | 2024 | Scottish Open | Lei Peifan     | 5–9   |

### Finały amatorskie: 1 (1-0)
| Rezultat  |    | Rok  | Turniej                                       | Przeciwnik          | Wynik |
| --------- | -- | ---- | --------------------------------------------- | ------------------- | ----- |
| Zwycięzca | 1. | 2018 | Mistrzostwa Świata IBSF w Snookerze do lat 21 | Pongsak Chongjairak | 6–4   |